# Thương nhớ ở ai
Thương nhớ ở ai là một bộ phim truyền hình được thực hiện bởi Trung tâm Phim truyền hình Việt Nam, Đài Truyền hình Việt Nam do Lưu Trọng Ninh và Bùi Thọ Thịnh làm đạo diễn. Phim phát sóng vào lúc 14h thứ 7, Chủ Nhật hàng tuần bắt đầu từ ngày 4 tháng 11 năm 2017 và kết thúc vào ngày 4 tháng 3 năm 2018 trên kênh VTV3.
Đây cũng là phim truyền hình cuối cùng của VFC được sản xuất và phát sóng trên khung giờ Rubic 8.

## Nội dung
Thương nhớ ở ai có nội dung phóng tác theo tiểu thuyết Bến không chồng, nói về số phận của những người phụ nữ thôn dã Bắc Bộ thời chiến.
Anh bộ đội phục viên Nguyễn Văn Vạn trở về làng Đông, nơi anh được sinh trưởng trong thân phận đứa ở nhà địa chủ. Do thất tình, Vạn nhảy xuống sông bơi đi khỏi làng, người ta tưởng anh đã tự tử vì lụy tình thì nay anh đột nhiên "sống lại". Sau khi rời làng, Vạn nhập ngũ tham gia kháng chiến chống Pháp. Sau chiến dịch Điện Biên Phủ, Vạn về làng với tư cách một người hùng, một cựu binh với nhiều huân chương, trên người có vài vết thương trong chiến đấu. Những tưởng sau bao bão táp cuộc đời, Vạn được sống trong bình yên của quê cũ, nhưng bao điều diễn ra sau đó lại rất trái ngược và xa lạ với tâm thức của anh. Để giữ gìn uy tín của người cựu binh, anh không dám đến với người yêu cũ là bà Nhân, do bà nay đã là vợ liệt sỹ. Đời sống của những người trong làng cũng bị những tập tục cũ trói buộc, như hôn nhân đa thê, trọng nam khinh nữ nặng nề hoặc sự đối địch giữa 2 dòng họ khiến con cháu không được kết hôn...

## Diễn viên
- Lâm Vissay trong vai Vạn
- Ngọc Anh trong vai Nhân
- Trà My trong vai Hạnh
- Hồng Kim Hạnh trong vai Hơn
- Thiện Tùng trong vai Ngô Quất
- Thanh Ngoan trong vai Bà Bánh
- Thanh Hương trong vai Nương
- Jimmii Khánh trong vai Đột

Cùng một số diễn viên khác...

## Sản xuất
Bộ phim Thương nhớ ở ai là phim xử lý hậu kỳ lâu nhất, suốt gần 3 năm. Ban đầu, khi tính toán lý thuyết, số cảnh hậu kỳ cần thực hiện là 300 nhưng con số thực tế sau đó tăng lên rất nhiều, khoảng 2.000 cảnh. Bối cảnh của phim được quay ở 18 làng, trải dài từ Hà Tĩnh trở ra, sau đó đoàn phim sẽ chọn những khung cảnh đẹp rồi ghép lại thành cảnh quan của một ngôi làng hư cấu. Ngoài ra, một số yếu tố hiện đại như nhà lầu phía xa, cột điện, dây điện, chảo thu sóng... đều phải thay hoặc xoá. Đoàn phim cũng tiết lộ thêm, đạo diễn Lưu Trọng Ninh là người cầu toàn, hay sáng tạo thêm nhiều cảnh mới trong quá trình quay, nên họ theo đó cũng sẽ phải ứng biến theo.

## Bê bối

### "Thả rông" trên sóng truyền hình
Trong những tập đầu tiên lên sóng, phim đã tạo ra một sự phản ứng dữ dội khi khán giả nhận ra các diễn viên nữ trong phim không mặc nội y, chỉ mặc áo yếm, để lộ khuôn ngực ra sau lớp vải mỏng. Nhiều khán giả cho rằng hình ảnh này không phù hợp trên truyền hình và nên dùng miếng dán ngực để khi lên hình đỡ bị lộ liễu hơn.
Tuy nhiên, họa sĩ Nguyễn Dũng Minh, người phụ trách trang phục của bộ phim cho biết, anh cùng đạo diễn Lưu Trọng Ninh cũng đã tranh cãi về việc có nên cho diễn viên dùng miếng dán ngực hay không. Cuối cùng đạo diễn Lưu Trọng Ninh vẫn bảo lưu ý đồ nghệ thuật của mình. "Chúng tôi đã phải may thêm yếm cho các nhân vật chính, với chất liệu vải dày hơn, và chỉ dùng miếng dán, trong một số cảnh quay đặc biệt", họa sĩ Dũng Minh chia sẻ.
Ngoài ra, phim cũng gây xôn xao với những câu thoại mang tính "tục tĩu" như: "Cái ngực thây nẩy như đi trêu tức người ta"; “Cháu mà cắt được (ngực) cháu thì cháu đã cắt rồi"... và còn sử dụng một số từ ngữ như "đĩ", "đượi",... được cho là không phù hợp với một bộ phim được phát trên sóng truyền hình quốc gia, dù những điều này đều là những thứ được miêu tả nhằm mục đích tăng thêm sự chân thật trong phim. Thêm vào đó, trong tập 32 của phim, nhiều khán giả cũng đã cho rằng cảnh nóng đến "sập giường" giữa hai nhân vật Vạn và Hạnh là "phản cảm" và "dung tục", không thích hợp để phát trong khung giờ phim chiều.

### Bạn diễn tát nhau
Sau khi tập phim thứ 31 kết thúc, nữ diễn viên Trà My đã lên Facebook tiết lộ hậu trường cảnh Nhân tát Hạnh ở trong tập này. Cụ thể, trước khi quay hình, đạo diễn Lưu Trọng Ninh đã nói với Ngọc Anh rằng đây là "cơ hội hiếm có để cô ra tay nếu có bất cứ cái gì bức xúc với Trà My". Bản thân Trà My cũng khẳng định mối quan hệ giữa cả hai cũng không mấy hoàn hảo. Vì lý do này nên cô đã phải hứng chịu hai cái tát rất đau từ bạn diễn. Do bức xúc và tự ái, Trà My đã vung tay tát trả Ngọc Anh.
Sự việc tưởng chừng như kết thúc khi Trà My đã gửi lời xin lỗi đến Ngọc Anh thì bất ngờ Ngọc Anh lại lên tiếng tố Trà My đã xúc phạm cô. Theo Ngọc Anh, ngay khi đạo diễn vừa hô "cắt" để kết thúc cảnh này, Trà My không chỉ tát vào mặt cô mà còn dùng những từ ngữ vô cùng nặng nề. Không chỉ tiết lộ về thái độ làm việc thiếu chuyên nghiệp của Trà My, Ngọc Anh còn thẳng thừng đánh giá bạn diễn là người "láo" và "vô văn hóa".

## Giải thưởng
| Năm  | Giải thưởng     | Hạng mục                   | (Người) đề cử    | Kết quả        | Tham khảo |
| ---- | --------------- | -------------------------- | ---------------- | -------------- | --------- |
| 2017 | Giải Cánh diều  | Phim truyện truyền hình    | —                | Cánh diều vàng | [ 6 ]     |
| 2017 | Giải Cánh diều  | Đạo diễn xuất sắc          | Lưu Trọng Ninh   | Đoạt giải      | [ 6 ]     |
| 2017 | Giải Cánh diều  | Đạo diễn xuất sắc          | Bùi Thọ Thịnh    | Đoạt giải      | [ 6 ]     |
| 2017 | Giải Cánh diều  | Quay phim xuất sắc         | Hoàng Tích Thiện | Đoạt giải      | [ 6 ]     |
| 2017 | Giải Cánh diều  | Nam diễn viên phụ xuất sắc | Jimmii Khánh     | Đoạt giải      | [ 6 ]     |
| 2017 | WeChoice Awards | Phim truyền hình của năm   | —                | Đề cử          | [ 7 ]     |
| 2018 | Ấn tượng VTV    | Nữ diễn viên Ấn tượng      | Thanh Hương      | Đề cử          | [ 8 ]     |